# Clatterbridge
Clatterbridge – osada w Anglii, w hrabstwie ceremonialnym Merseyside, w dystrykcie metropolitalnym Wirral. Leży 9 km na południe od centrum Liverpool i 283 km na północny zachód od Londynu. W 2001 miejscowość liczyła 30 mieszkańców.